# Chorošovka korálová
Chorošovka korálová (Cymbastela coralliophila) je mořská houba žijící na Velkém bariérovém útesu.

## Popis
Je velká až 35 cm. Má talířovitý tvar a k podkladu je přichycena pouze úzkou stopkou. Vrchní strana je soustředně rýhovaná a paprsčitě zvlněná, tyto nerovnosti napomáhají k chytání a usměrňování organických usazenin, které spolu s planktonem slouží jako potrava. Podobá se povrchu některých chorošů, ale uprostřed jsou navíc prstovité výčnělky.